# Walkeria prorepens
Walkeria prorepens is een mosdiertjessoort uit de familie van de Walkeriidae. De wetenschappelijke naam van de soort is voor het eerst geldig gepubliceerd in 1992 door Kubanin.